# Pedostrangalia quadrimaculata
Pedostrangalia quadrimaculata är en skalbaggsart som beskrevs av Chen och Fernando Chiang 1996. Pedostrangalia quadrimaculata ingår i släktet Pedostrangalia och familjen långhorningar. Inga underarter finns listade i Catalogue of Life.